# ハワード・ビーチ-JFKエアポート駅
ハワード・ビーチ-JFKエアポート駅（Howerd Beach-JFK Airport）は、クイーンズ区のコールマン・スクエア付近、159番街と103丁目の間にあるニューヨーク市地下鉄INDロッカウェイ線とエアトレインJFKの駅である。地下鉄はA系統が終日停車する。

## 歴史
1913年4月、ロングアイランド鉄道ロッカウェイ・ビーチ支線の駅として開業した。1923年に線路の両脇に倉庫が設置された。1950年5月8日、ザ・ローント駅とブロード・チャンネル駅の間で火災が発生し、ハミルトン・ビーチ方面からロッカウェイ方面への列車がなくなった。ロングアイランド鉄道は1952年に当路線をニューヨークシティ・トランジット・オーソリティに売却した。
1955年6月27日、ハワード・ビーチ駅は、現在は廃止されているオゾンパーク駅の南側にあるロッカウェイ・ビーチ支線のその他のすべての駅と共に、地下鉄の運行に対応できるよう工事を行うため、8か月間運休となった。このプロジェクトの間、ハワード・ビーチ駅は、ブロード・チャンネル駅とファー・ロッカウェイ駅と共に、ホーム間の新しい跨線橋を含む現代的なデザインを使用して完全に再建された。デザインはロッカウェイ出身の建築家J・ハロルド・サンディファーによるものである。プレハブ工法が多用され、建設が迅速化された。1956年6月28日、この駅は路線の残りの部分と共に地下鉄駅として再開した際、開通式は当駅とブルックリンのユークリッド・アベニュー駅で行われた。
1978年6月、MTAは、マンハッタンとJFK空港を結ぶ地下鉄・バスサービスの社会実験計画を発表した。このサービスは地下鉄で当駅まで乗車し、そこから空港行きの無料シャトルバスに乗り換えることができる。JFKエクスプレスは1978年9月23日に運行を開始し、乗客は乗車時に追加料金を支払う特別な列車として運行された。この列車はマンハッタンの57丁目駅を始発としてIND6番街線で西4丁目-ワシントン・スクエア駅まで急行運転をし、そこでIND8番街線に転線、ブルックリンのダウンタウンにあるジェイ・ストリート-ボロー・ホール駅まで急行運転した。その先はINDフルトン・ストリート線とINDロッカウェイ線経由で当駅までノンストップで運行された。初期の頃は、このサービスはより成功しており、1日あたり最大6,000人の乗客を運んでいた。しかし、地下鉄の他の部分が改善され、犯罪が減少し、落書きのない新しい電車が導入されるにつれて、当列車の魅力は失われた。その結果、より多くの乗客が、より遅いA系統を利用するようになった。JFKエクスプレスは、1日あたり3,200人という乗客数の少なさから、1990年4月15日に廃止された。駅とJFKを結ぶバス運行は、JFKエクスプレスのサービスが終了した後も継続され、当時はJFK空港と駅を結ぶ唯一の接続であった。空港行きのA系統の乗客数は、JFKエクスプレスの廃止後に増加し、1995年には約100万人の乗客が空港行きのA系統を利用した:3.14。
2000年代前半に駅は改装され、エアトレインJFKへの接続もされた。エアトレインの建造物は2001年に完成、2003年12月17日にエアトレインJFKの駅が開業した。
その後、2012年にハリケーン・サンディが襲来、ロッカウェイ方面へのA系統の南側終着駅となり、2013年5月30日まで続いた。

## 駅構造
| 2F エアトレインJFK | 2番線                                      | → ハワード・ビーチ線 ターミナル8行き (レファーツ・ブールバード駅) →                                                  |
| 2F エアトレインJFK | 島式ホーム、到着番線に応じた側のドアが開く | |
| 2F エアトレインJFK | 1番線                                      | → ハワード・ビーチ線 ターミナル8行き (レファーツ・ブールバード駅) →                                                  |
| 2F エアトレインJFK | 改札（橋上）                               | 改札、ホーム間連絡通路、エアトレインJFKへの乗り換え通路 (エレベーター、コールマン・スクエア-159番街交差点)           |
| G 地上階           | 相対式ホーム、右側ドアが開く               | 相対式ホーム、右側ドアが開く                                                                                         |
| G 地上階           | 北行緩行線                                 | ← インウッド-207丁目駅行き (アケダクト-ノース・コンジット・アベニュー駅)                                             |
| G 地上階           | 北行急行線                                 | ← 定期列車なし |
| G 地上階           | 南行急行線                                 | → 路盤のみ |
| G 地上階           | 南行緩行線                                 | → ファー・ロッカウェイ-モット・アベニュー駅行き、ロッカウェイ・パーク-ビーチ116丁目駅行き (ブロード・チャンネル駅) → |
| G 地上階           | 相対式ホーム、右側ドアが開く               | |
| G 地上階           | 地上改札                                   | 出入口 (エレベーター、コールマン・スクエア-159番街交差点)                                                            |

駅の改札階は、地下鉄のプラットホームと線路の上にある。近代的で空調装置が付いたガラス張りの建物の中にあり、幅は90フィート（27メートル）で、両側に「Howard Beach JFK」と書かれた大きなステンレス製の看板がある。改札階には、地下鉄、エアトレインJFKの各改札内と改札外の間に駅員室と3つの回転式改札口がある。

### 地下鉄ホーム
相対式ホーム2面4線の地上駅で、外側2線のみが使用されている。中央の急行線は南行が用途廃止となり、北行は線路の接続はあるものの使用されていない。南側に転轍機があり当駅折り返しの運行に対応している。ジャマイカ湾の手前で2線に合流し、ジャマイカ湾を横断して南に3.5マイル (5.6 km) 離れたブロード・チャンネル駅に至る。この駅間はニューヨーク市地下鉄で最も長いものである。
ホーム両端にはコンクリート製の防風壁があり、中央の駅舎の下の部分に鉄製の屋根がある。両ホームは若干ずれて配置されており、南行ホームは北行ホームより若干北にずれている。各ホームから駅舎まで上がる階段とエスカレーターがある。各ホームから駅舎へはエレベーターが2基ずつある。改札外には、駅舎から地上階へ通じるエレベーターが2基ある。
南行ホームには改札機2基と、159番ロードと103丁目の交差点に下りる短い階段につながる出口専用の改札口が1つある。北行ホームにはエアトレインJFK駅のすぐ北にある駐車場につながる非常用ドアがある。通常は施錠されているが、ハリケーン・サンディ後に導入された臨時シャトルバスへの接続として、2012年12月から2013年5月まで使用されていた。
2000年代の再建以前は、駅と改札の設計はブロード・チャンネル駅に似ていた。

### エアトレインJFKホーム
エアトレインJFKは島式ホーム1面2線の高架駅である:104。ホーム東端は駐車場Cに接続している。線路への転落防止対策のため密閉式ホームドアを設けているほか、センサーの配列が線路上の列車の位置を検出し、正しく位置が合った場合にのみ列車のドアが開く。これにより、エアトレインは無人運転を行っている。
プラットホームの有効長は約 240 フィート (73 m) で、南東の次の停車駅はレファーツ・ブールバード駅である。当駅は港湾局が所有しているため、地下鉄とは別の改札を使用している。入場・出場の双方で料金を支払わなければならず、エアトレイン利用時に料金が徴収されるのはこの駅とジャマイカ駅のみである。メトロカードの自動販売機は改札機両側にある。

### 出入口
103丁目と159番街の丁字路交差点東側に階段とエレベーター2基が接続している。跨線橋の東側にエアトレインホームがある。

## 画像

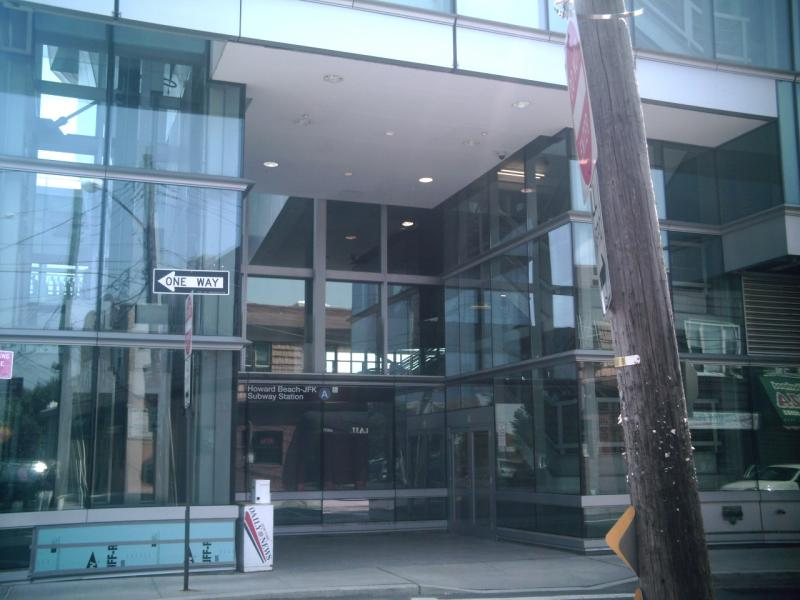
入口
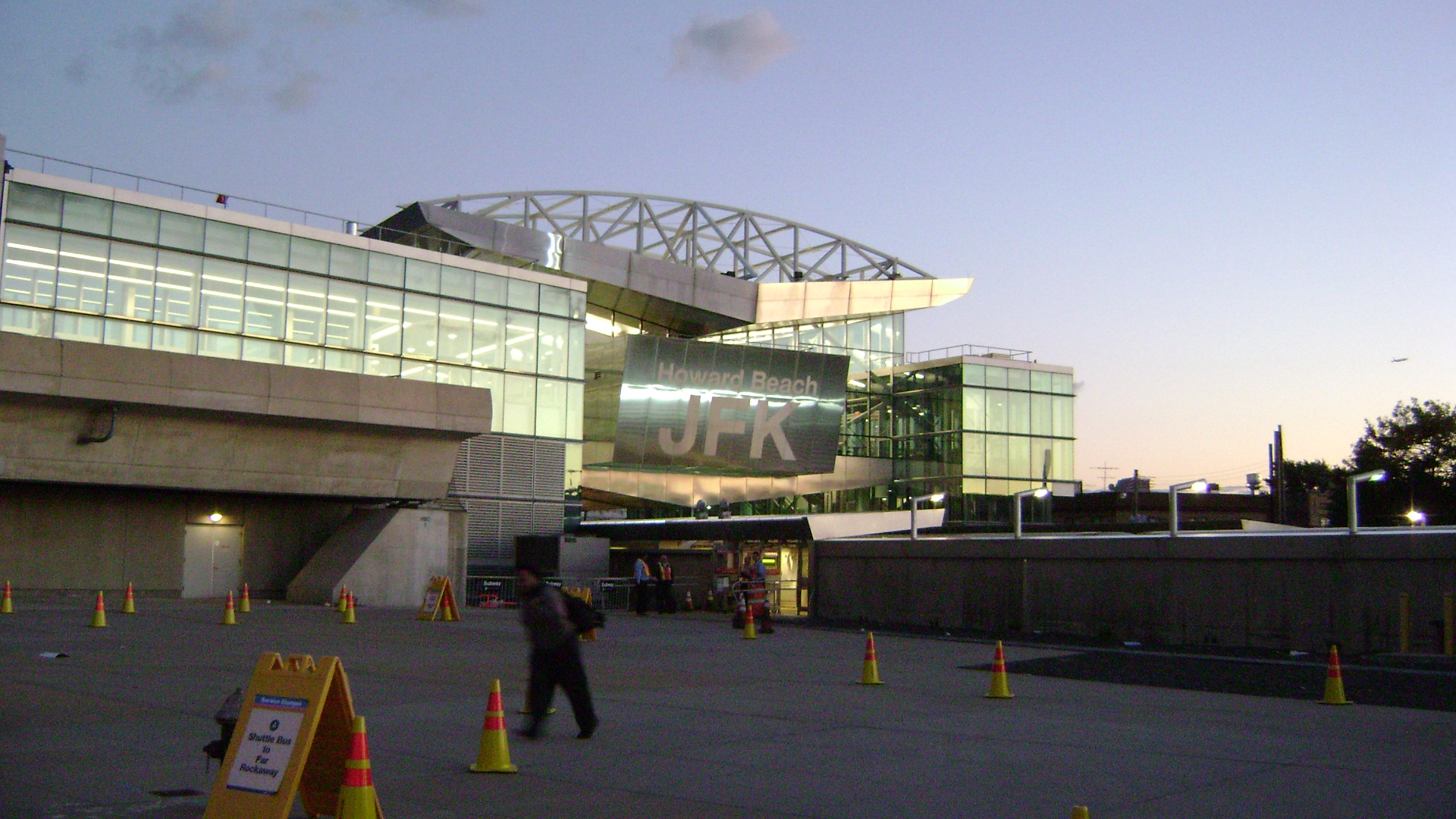
駅舎
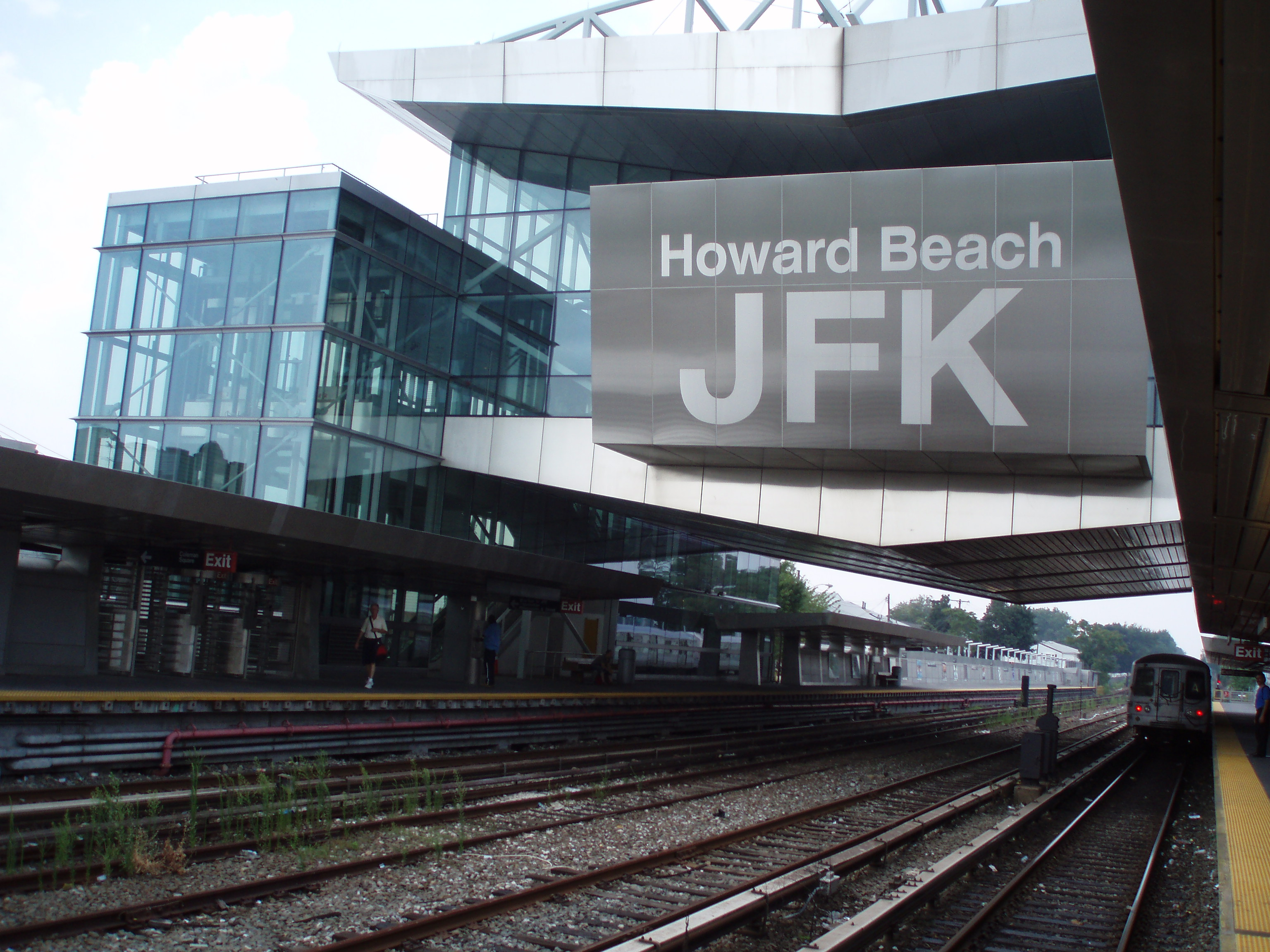
地下鉄ホーム
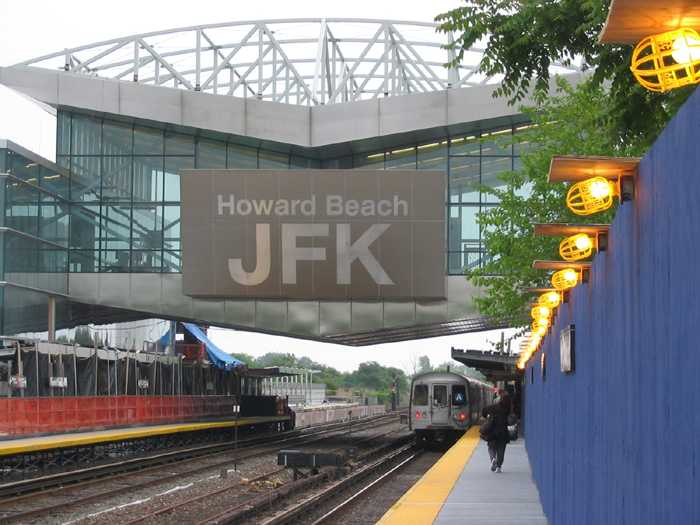
工事の様子
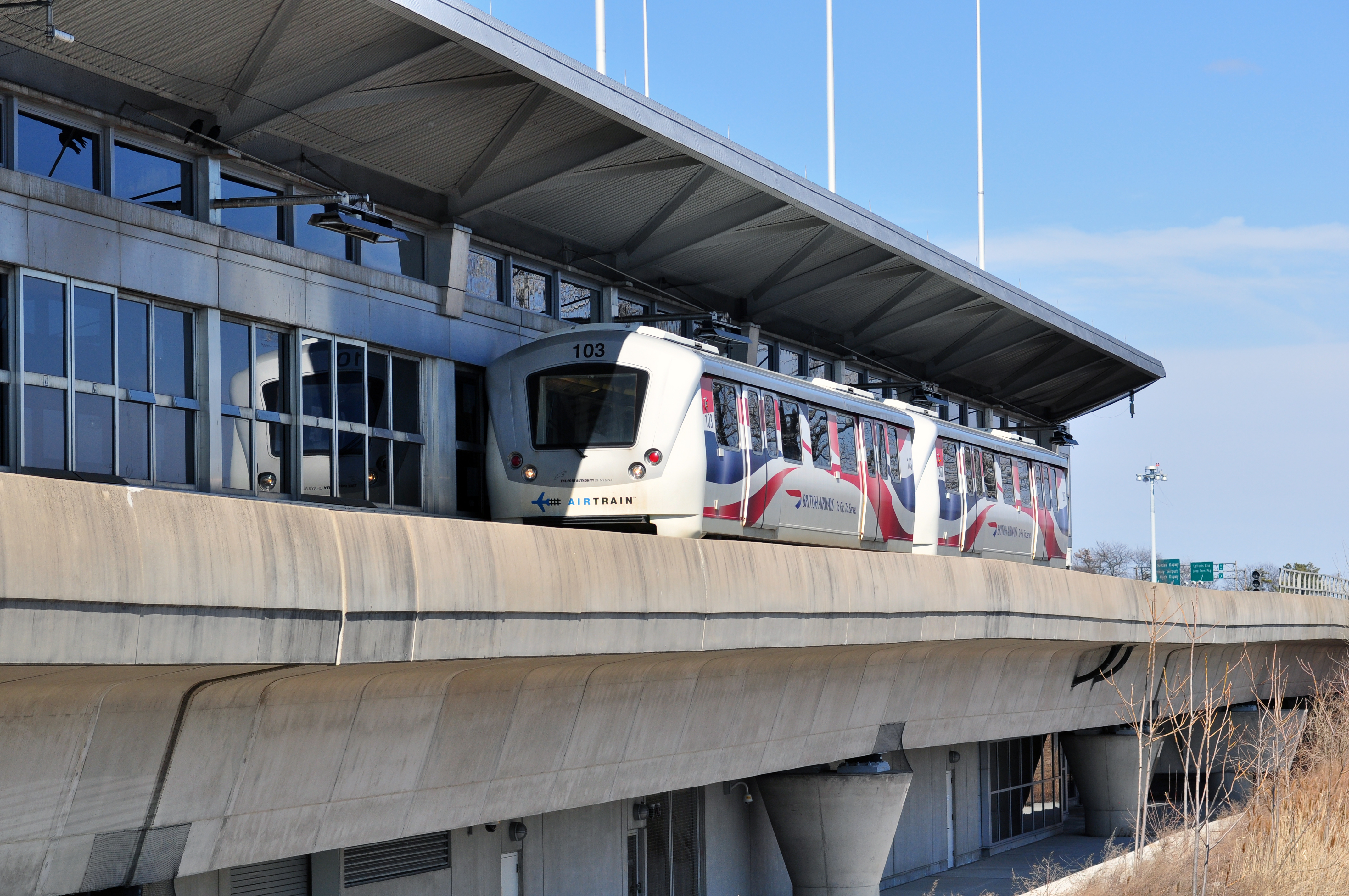
エアトレインが到着する
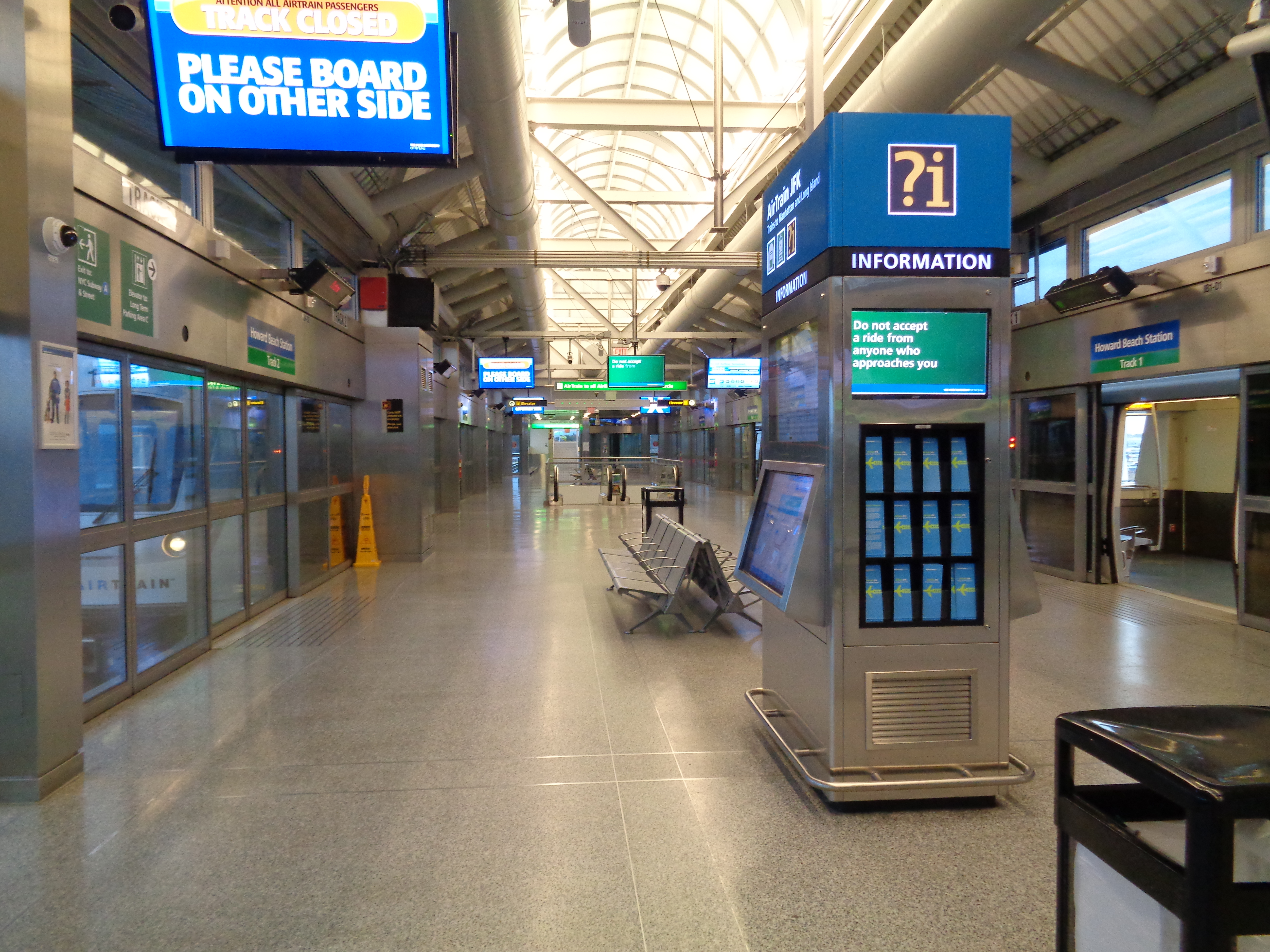
エアトレインのホーム